# Seymour Dunn
Seymour Gourlay Dunn (North Berwick, 1882 - 19?) was een Amerikaanse golfbaanarchitect van Schotse komaf. 
Dunn heeft Schotse ouders. Zijn eigen vader Tom en diens broer Willie Dunn hebben ruim honderd banen in Schotland aangelegd. Tom en zijn echtgenote Isabella Gourlay emigreren in 1894 naar de Verenigde Staten, waar hij clubmaker wordt en later, vooral in de staat New York, veel banen aanlegt. Seymour wordt assistent op de golfclub in Ardsley-on-Hudson.
Seymour heeft een oudere broer John Duncan en een jonger zusje Norak Eleonor Gourlay Dunn. De jongens gaan naar de North Berwick Public School en daarna naar Clydesdale College in Hamilton. John wil graag dokter worden en vervolgt zijn studie in Edinburgh. Dan wordt vader Tom ziek. De dokters adviseren hem in een warmer klimaat te gaan wonen en hij keert terug naar Zuid-Engeland.

## De golfswing
Seymour blijft in Amerika, en wordt in 1906 golfleraar op de Lake Placid Country Club. Hij bestudeert de ideale golfswing en beschrijft zijn bevindingen in zijn instructieboeken. Hij wordt zo bekend dat spelers zoals Jim Barnes, Walter Hagen en Gene Sarazen naar hem toe komen. Hij wordt ook golfbaanarchitect. 

## De banen
Onderstaande golfbanen zijn door Dunn ontworpen:

### Amerika
- 1899: Links at Lake Placid Club Resort, Lake Placid, NY
- 1899: Pristine Nine Golf Course, Lake Placid, NY
- 1902: Saranac Inn Golf & Country Club, Saranac Lake, NY
- 1909: Executive at Lake Placid Club Resort, Lake Placid, NY
- 1917: Schroon Lake Municipal Golf Course, Schroon Lake, NY
- 1917: Laurel Country Club, Laurel, MI
- 1921: LaFayette Hills Golf & Country, Jamesville, NC, i.s.m. A.W. Tillinghast
- 1923: Tuscarora Golf Club , Syracuse, NY
- 1925: Ticonderoga Country Club, Ticonderoga, NY
- 1925: Craig Wood Golf & Country Club, Lake Placid, NY
- 1927: Locust Hill Country Club, Pittsford, NY, de 18de hole is naar Dunn vernoemd
- 1935: Cazenovia Golf Course, Buffalo, NY

Seymour Dunn vindt de baan van de Saranac Lake Inn Golf and Country Club zijn 'masterpiece' .

### Europa
- Dinard Golf, Saint-Briac-sur-Mer in Bretagne (1887)
- Biarritz le Phare Golf Course (1888), ten Zuiden van Biarritz, i.s.m. met zijn vader.
- Royal Golf Club Château Royal d'Ardenne. 1900
- Koninklijke Golf Club Oostende, 1903

## Boeken
- Standardized golf instruction
- Golf Fundamentals, Lake Placid, 1922